# Philippe Morillon
Philippe Morillon, nacido el 24 de octubre de 1935 en Casablanca (Marruecos), es un exmilitar francés, que alcanzó el grado de General del Ejército de Tierra Francés, y tras pasar a la reserva, inició su carrera política, siendo Eurodiputado durante dos legislaturas.

## Biografía

### Actividad militar
Nacido en el Protectorado francés de Marruecos, e hijo de un militar muerto en la Segunda Guerra Mundial, Morillon ingresó en 1956 en la Escuela Militar Especial de Saint-Cyr, y participó en los últimos años de la Guerra de Argelia, mostrándose crítico con la decisión de retirarse del país tomada por el gobierno francés.
En 1974 ingresó en la Escuela Militar del Estado Mayor, y entre 1984 y 1986, fue consejero militar de la Asamblea Nacional de Francia.
Se incorporó a la misión UNPROFOR de las Naciones Unidas enviada a las Guerras Yugoslavas, siendo Oficial Mayor de este contingente en Bosnia y Herzegovina de 1992 a 1993. En el marco de la Guerra de Bosnia, y en marzo de 1993, se desplazó a Srebrenica para visitar y tranquilizar a sus habitantes, refugiados en la "zona segura" que delimitaba la ciudad, asediada por el ejército serbobosnio (VRS), donde pronunció una frase que se convertiría en lapidaria: "jamás os abandonaremos". Dos años más tarde, el VRS al mando del general Ratko Mladić tomó la ciudad, y sin que los cascos azules holandeses que la protegían interviniesen, los serbobosnios cometieron el genocidio de Srebrenica, ejecutando a unos 8.000 varones que se encontraban en la misma.
Tras su salida de Bosnia, Morillon fue nombrado comandante de la Fuerza de Acción Rápida, para dejar el ejército al cumplir los 62 años, en 1997, con el grado de general del ejército de tierra (5 estrellas).

### Actividad política
Tras su pase a la reserva, inició la carrera política, figurando en la lista de la UDF al Parlamento Europeo para la legislatura 1999-2004. El 13 de junio de 2004, lideró la lista de UDF en la circunscripción interregional Occidental (Bretaña, País del Loira, Poitou-Charentes) con la que resultó reelegido diputado al Parlamento Europeo.
El General Morillon fue miembro de la comisión de asuntos exteriores, derechos humanos, seguridad común y política de defensa y miembro suplente de la comisión de cooperación y desarrollo. Representó a la Asamblea interparlamentaria paritaria de la zona África-Caribe-Pacífico, a la Unión Europea y al foro Euromediterráneo. Presidió también la delegación del Parlamento Europeo en la Asamblea parlamentaria de la OTAN. En agosto de 2009, fue el jefe de los observadores de la Unión Europea en las elecciones presidenciales de Afganistán.
En octubre de 2010, Morillon realizó una visita al memorial de la masacre en Srebrenica, pero debió abandonar el lugar ante las protestas de un grupo denominado "Madres de Srebrenica", que acusaron al exmilitar de no haber impedido la masacre de sus hijos. A su salida, declaró que "Si hubiera sabido (…) que todo iba a acabar de esa manera, habría evacuado a todo el mundo. Pero no pude hacerlo, porque me habrían considerado cómplice de la limpieza étnica y porque el gobierno de Sarajevo no quería".
Es Gran Oficial de la Legión de Honor.